# Університет Цінхуа
Університет Цінхуа (кит. трад. 清華大學, спр. 清华大学) — університет у Пекіні. Один з провідних університетів КНР.

## Історія
Після придушення повстання іхетуанів, згідно з «Заключним протоколом» китайський уряд мав виплатити іноземним державам велику суму. У зв'язку з тим, що в результаті США отримали навіть більше, ніж вони вимагали спочатку, китайський посол у США розгорнув кампанію з повернення надміру вилучених коштів. У результаті 1907 року адміністрація Теодора Рузвельта вирішила за рахунок отриманого надлишку створити програму підтримки китайських студентів для навчання в США. Програма почала діяти з 1909 року. Було вирішено організувати в Китаї спеціальний навчальний заклад для підготовки студентів, яких направляли до США за цією програмою, і 22 квітня 1911 року в Пекіні був відкритий Коледж Цінхуа(кит. трад. 清華學堂, піньїнь: Qīnghuá Xuétáng);
1 травня 1912 року Коледж Цінхуа змінив назву на Училище Цінхуа (清华学校). До того часу там навчалося близько 500 студентів, було більш ніж 30 викладачів. У жовтні 1914 року вирішено розпочати перетворення училища в повноцінний університет, і з 1916 по 1920 рік були побудовані бібліотека, спортзал та інші будівлі.
(清华学校).
4 травня 1919 року студенти Училища Цінхуа разом з іншими пекінськими студентами взяли участь у демонстрації протесту проти рішень Паризької мирної конференції.
1928 року виш був офіційно перейменований в Державний університет Цінхуа (国立清华大学).
Коли в 1937 році почалася японо-китайська війна, Університет Цінхуа, Пекінський університет і тяньцзіньський Нанькайський університет евакуйовані до Чанша, де з трьох вишів утворений Державний Чаншаський тимчасовий університет. У 1938 році вишу довелося евакуюватися з Чанша до Куньміна, де його перейменували в Державний Південно-західний об'єднаний університет; студенти університету служили перекладачами при ескадрильї «Літаючі тигри». Після війни ВНЗ були відновлені.
Коли наприкінці 1948 року під час громадянської війни комуністичні війська підійшли до Бейпіну, то ректор Мей Іці з частиною професорсько-викладацького складу евакуювалися на південь. Згодом вони створили «Державний університет Цінхуа на Тайвані».
У 1952 році університет був перетворений: юридичний, сільськогосподарський, соціологічний та гуманітарний факультети були виведені з його складу і Цінхуа залишився суто технічним університетом. Університет сильно постраждав у 1964—1968 роках, під час Культурної революції, коли він став полем бою між різними угрупованнями хунвейбінів. Однак до кінця 1970-х університет відновив свій багатопрофільний характер. Нині згідно з більшістю рейтингів Цінхуа є університетом номер 1 в Китаї.

## Інститути та факультети
На 31 грудня 2010 року в університеті Цінхуа було 16 інститутів, в яких було 56 факультетів:
- Інститут архітектури
- Інститут цивільної інженерії
- Інститут механічної інженерії
- Аерокосмічний інститут
- Інститут інформаційних технологій
- Інститут навколишнього середовища
- Інститут електроінженерії
- Інститут інженерної фізики
- Інститут хімічної інженерії
- Інститут матеріалознавства
- Інститут природничих наук
- Інститут наук про життя
- Інститут гуманітарних і соціальних наук
- Інститут економіки та менеджменту
- Інститут гуманітарних і соціальних наук
- Інститут економіки та менеджменту
- Інститут суспільствознавства
- Інститут мистецтв і дизайну
- Інститут медицини
- Інститут журналістики та ЗМІ
- Інститут ядерних і нових технологій
- Інститут фізичного виховання

## Відомі випускники
- Янг Чженьнін — фізик, лауреат Нобелівської премії з фізики 1957 року
- Ху Цзіньтао — 9-й Генеральний секретар Центрального комітету КПК, 6-й Голова КНР.
- Черн Шиїнг-Шен — один з найбільших математиків XX століття
- Вень Їдо — поет
- Фей Сяотун — антрополог
- Чжоу Пейюань — фізик
- Лян Сичен, вчений, перший історик китайської архітектури

## Сучасність
Позиції Університету Цинхуа в світових рейтингах ВНЗ на 2015 р.: за версією SIR World Ranking — 11; за версією Times Higher Education — 49.